# Eero Järnefelt
Erik (Eero) Nikolai Järnefelt (8 de noviembre de 1863, en Vyborg - 15 de noviembre de 1937 en Helsinki) fue un pintor y profesor de arte finlandés. Es conocido por sus retratos y paisajes de la zona alrededor del parque nacional de Koli.

## Biografía
Era hijo del General Alexander Järnefelt y la Baronesa Elisabeth Järnefelt (de soltera Clodt von Jürgensburg). Algunos de sus ocho hermanos también llegaron a ser bien conocido: Kasper (crítico literaria), Arvid (un juez y escritor), Armas (un compositor y director de orquesta) y Aino (esposa de Jean Sibelius).

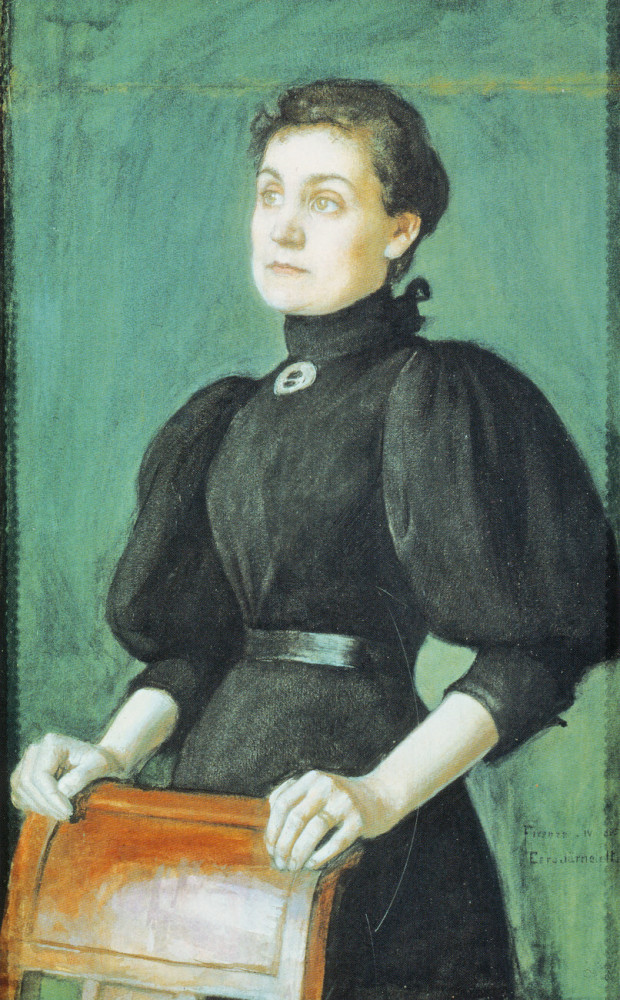
Retrato de su esposa, Saimi.

Después de graduarse en una academia privada, estudió en la Academia de Bellas Artes de Helsinki desde 1874 a 1878, en la Academia Imperial de las Artes de 1883 a 1886 (donde uno de sus maestros fue su tío, Mikhail Clodt), y en la Académie Julian de París de 1886 a 1888, donde estudió con Tony Robert-Fleury. Una influencia importante fue el naturalismo de Jules Bastien-Lepage.
En 1889, se casó con la actriz Saimi Swan. En 1892, hizo su primer viaje a la zona alrededor de Koli con Juhani Aho y su esposa, la pintora Venny Soldan-Brofeldt. Quedó impresionado con el paisaje y continuó realizando visitas con regularidad hasta 1936. Más tarde, hizo varios viajes de estudio; a Italia en 1894 y Crimea en 1899. Ese mismo año, ayudó a organizar una exposición internacional en San Petersburgo, patrocinado por Mir Iskusstva.
En 1901, construyó una casa que llamaba "Suviranta" en la colonia de artistas cerca de Lago Tuusula, diseñado por Usko Nyström. Allí vivió hasta 1917, luego se trasladó a Helsinki, pero todavía es propiedad y es utilizado por su familia.
De 1902 a 1928, enseñó dibujo en la Universidad de Helsinki. Fue nombrado profesor en 1912 y se desempeñó como Presidente de la "Academia finlandesa de Bellas Artes". Su última gran obra fue un retablo para la iglesia en Raahe, terminado en 1926. Una gran retrospectiva se celebró en 2013, que incluyó varias desconocidas obras.

## Pinturas

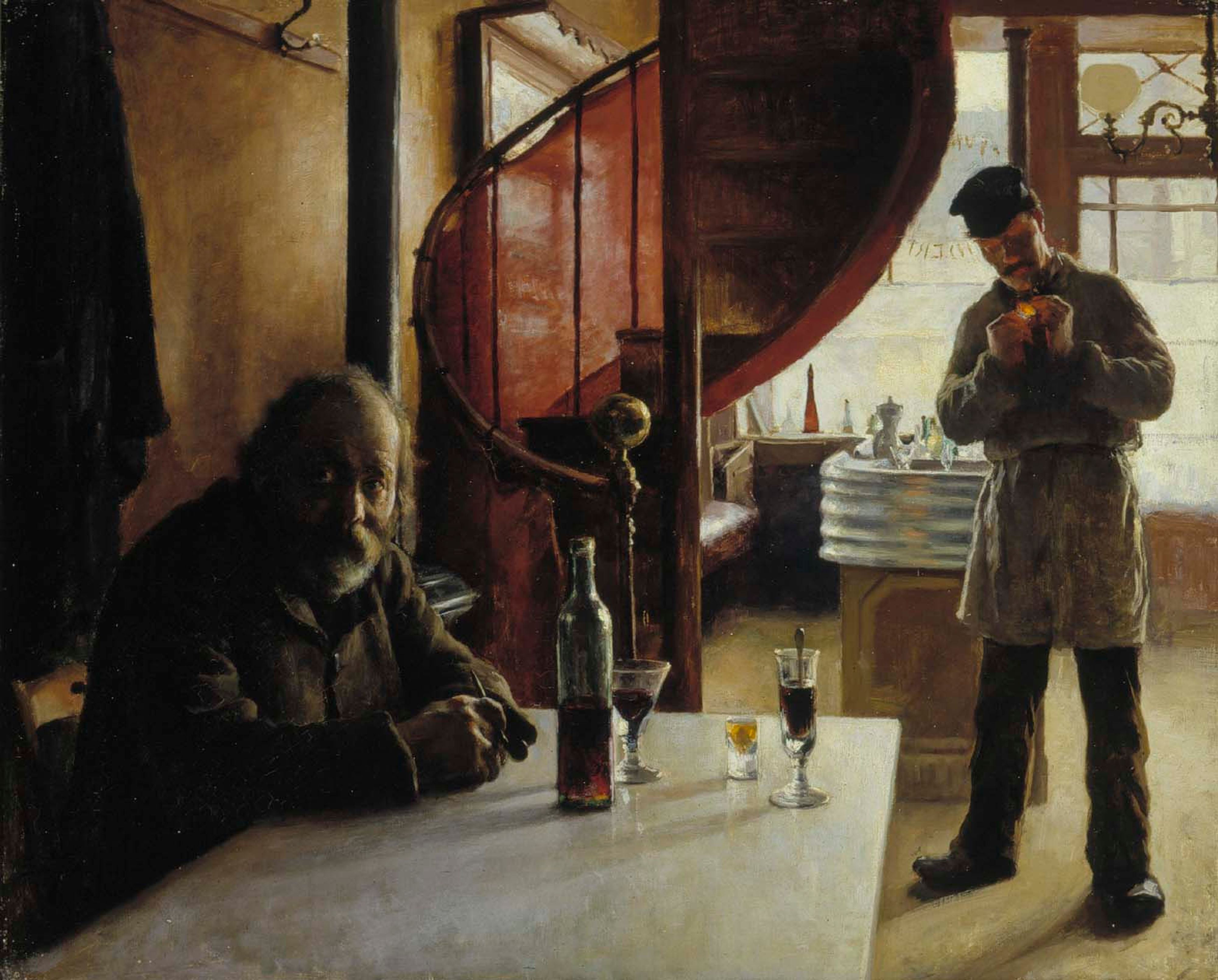
Bar de vinos francés (1888)
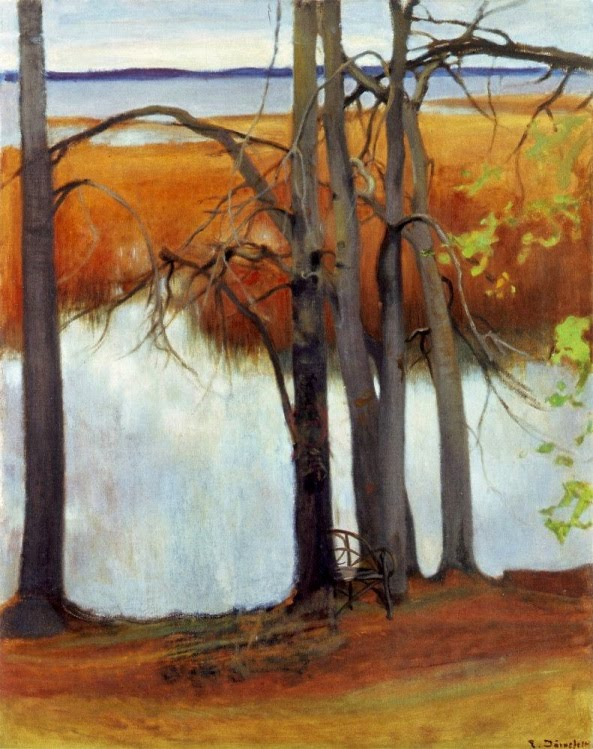
Un lecho de juncos (1905)
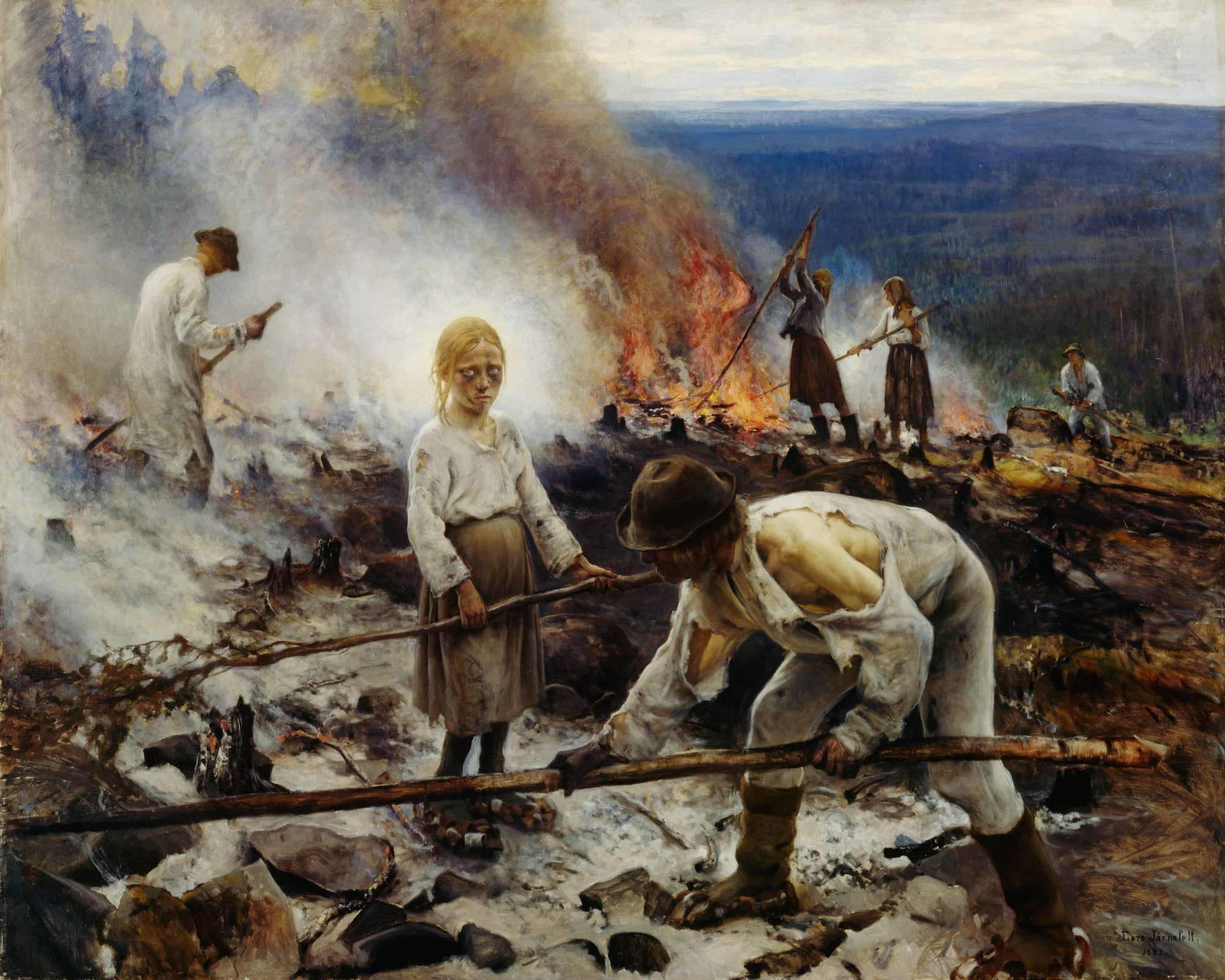
La quema de la maleza (Bajo el yugo de 1893)
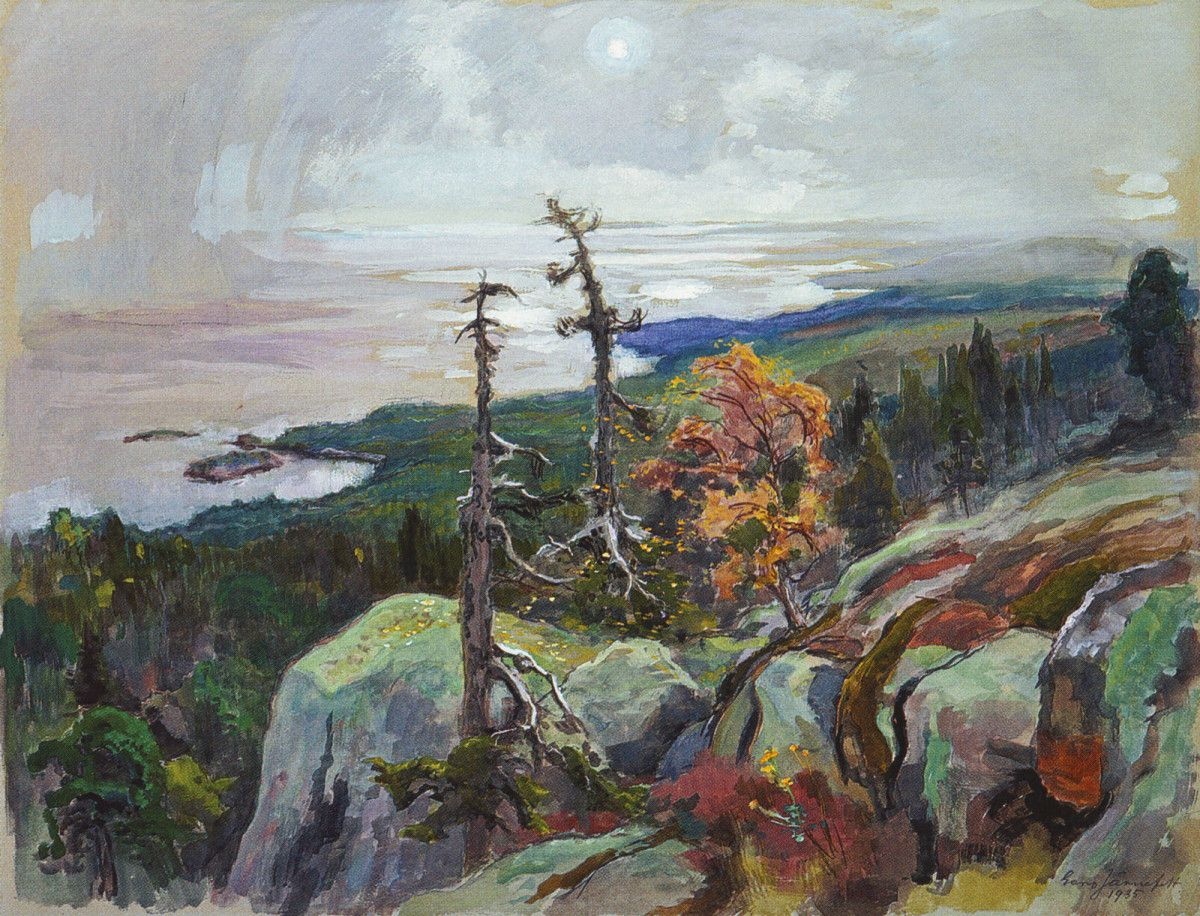
Vista de Koli (1935)